# Église Saint-Médard de Pont-Saint-Mard
L'église Saint-Médard est une église située à Pont-Saint-Mard, en France.

## Localisation
L'église est située sur la commune de Pont-Saint-Mard, dans le département de l'Aisne.

## Historique
Le monument est classé au titre des monuments historiques en 1919.

## Galerie

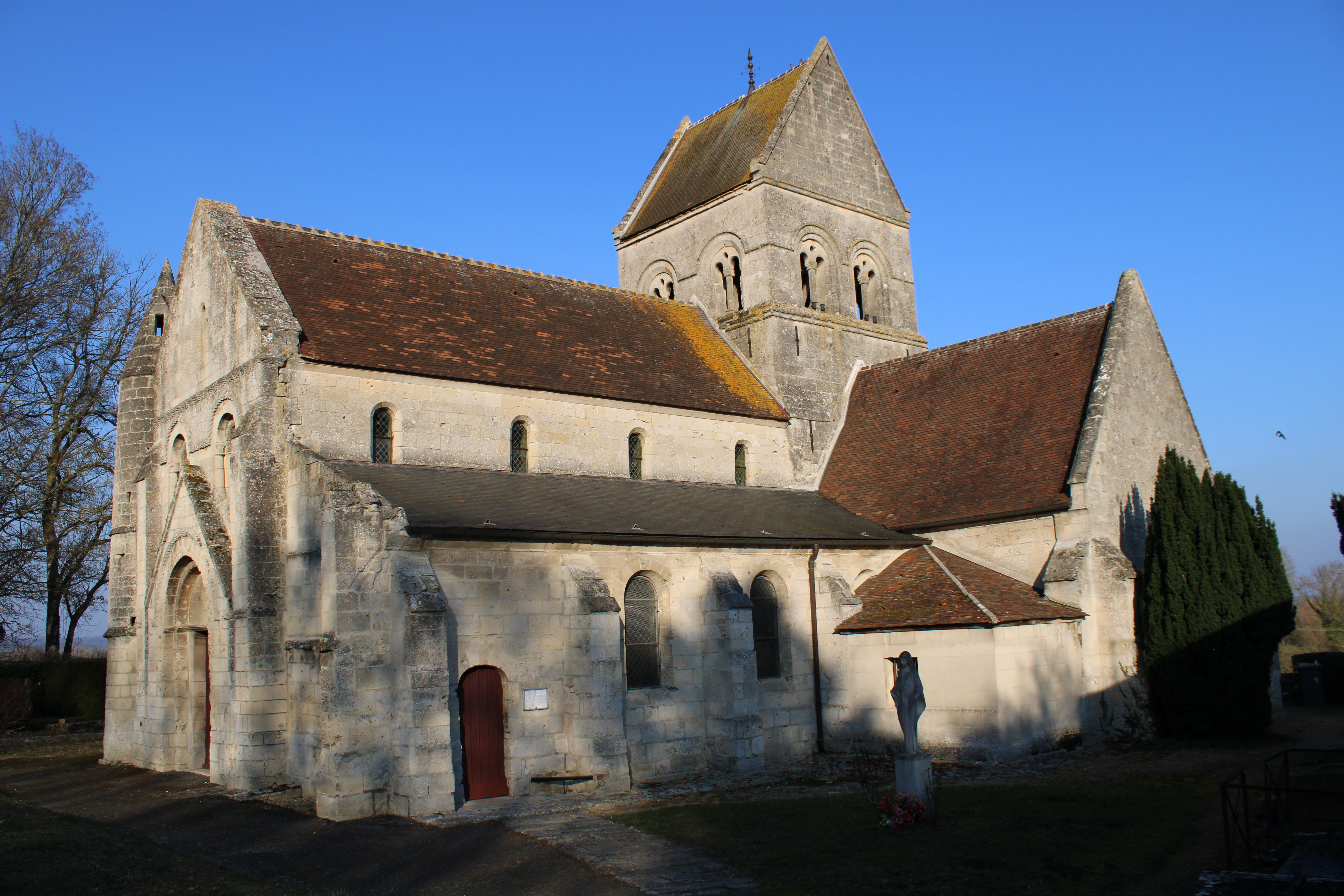
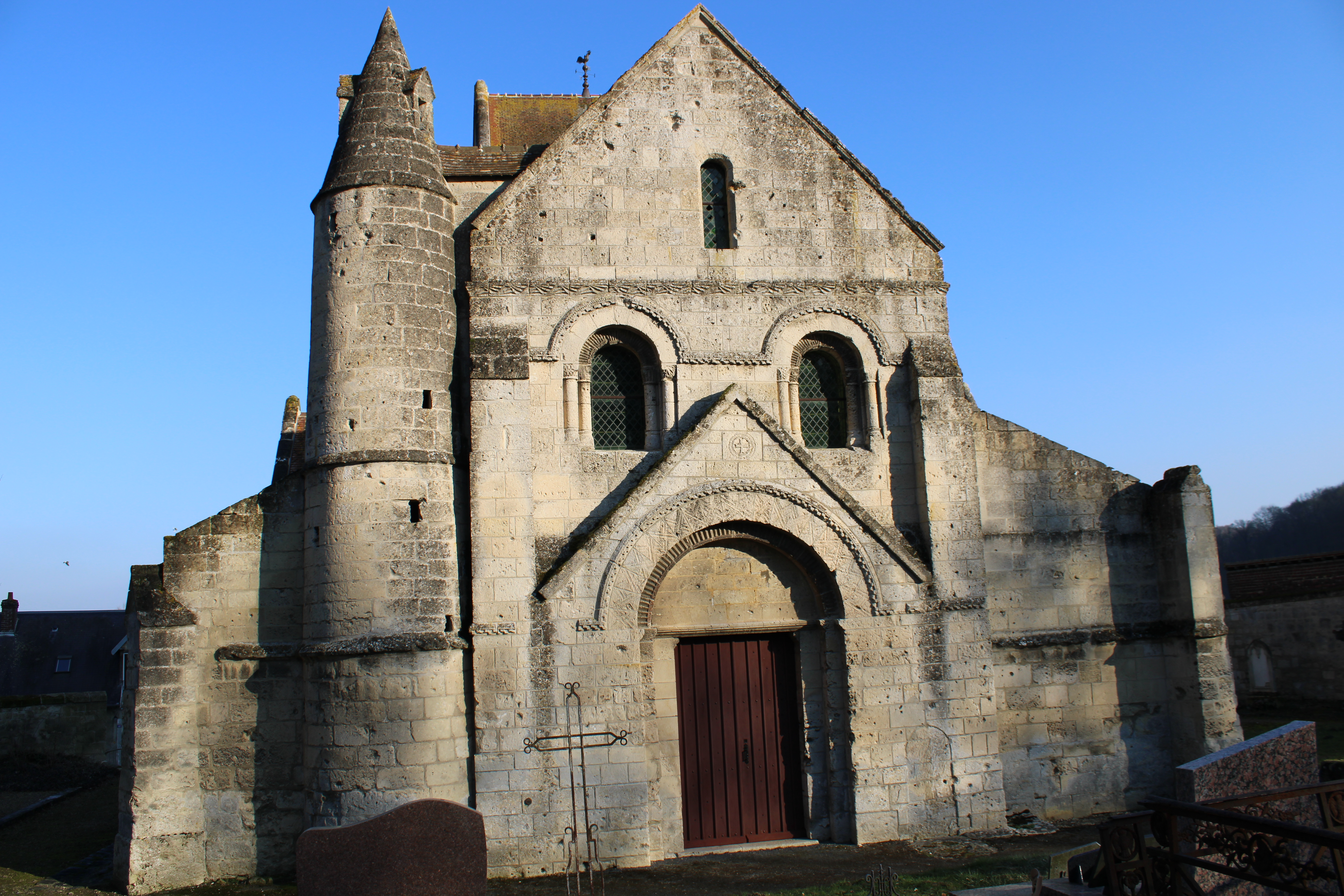
Façade de l'église.
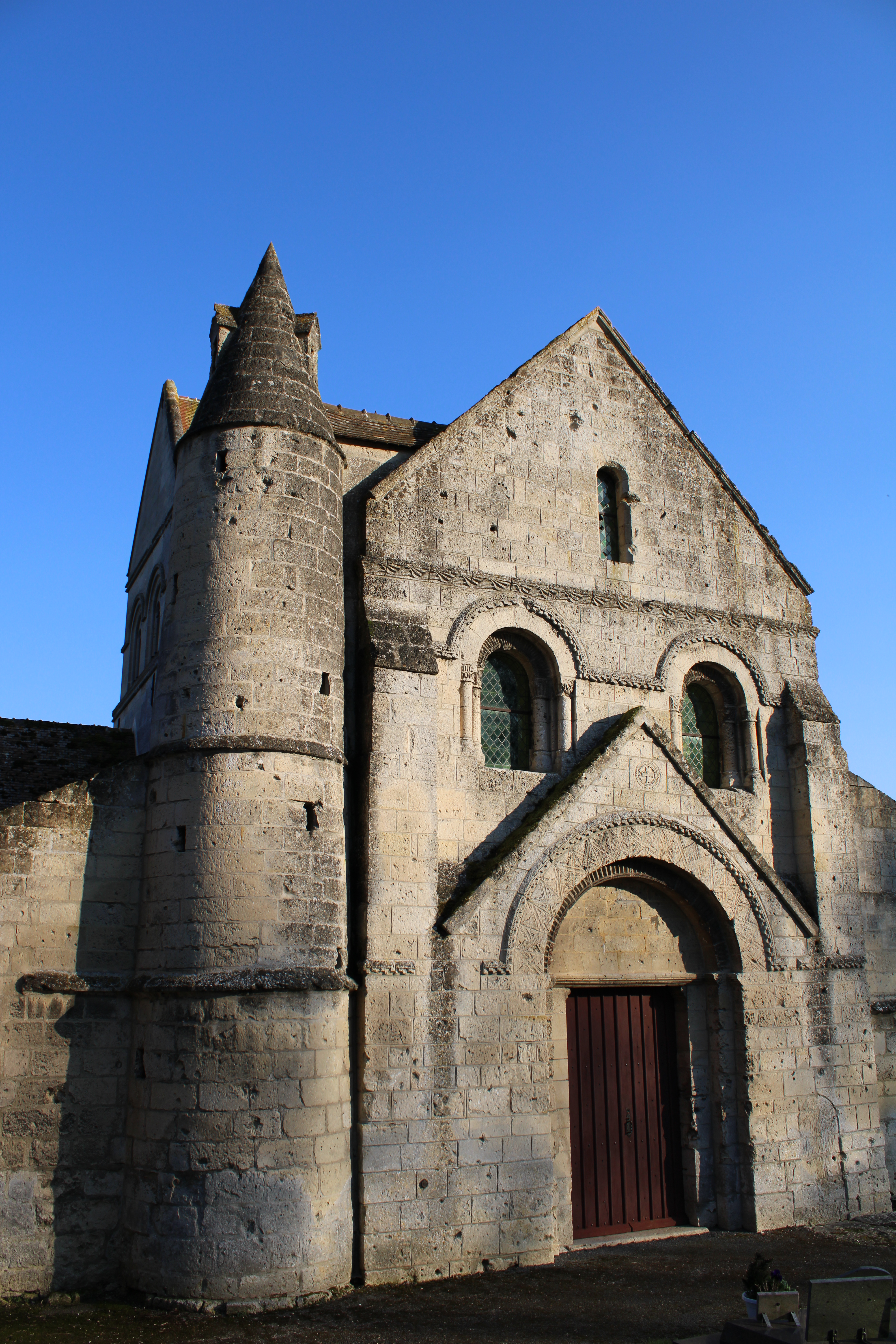
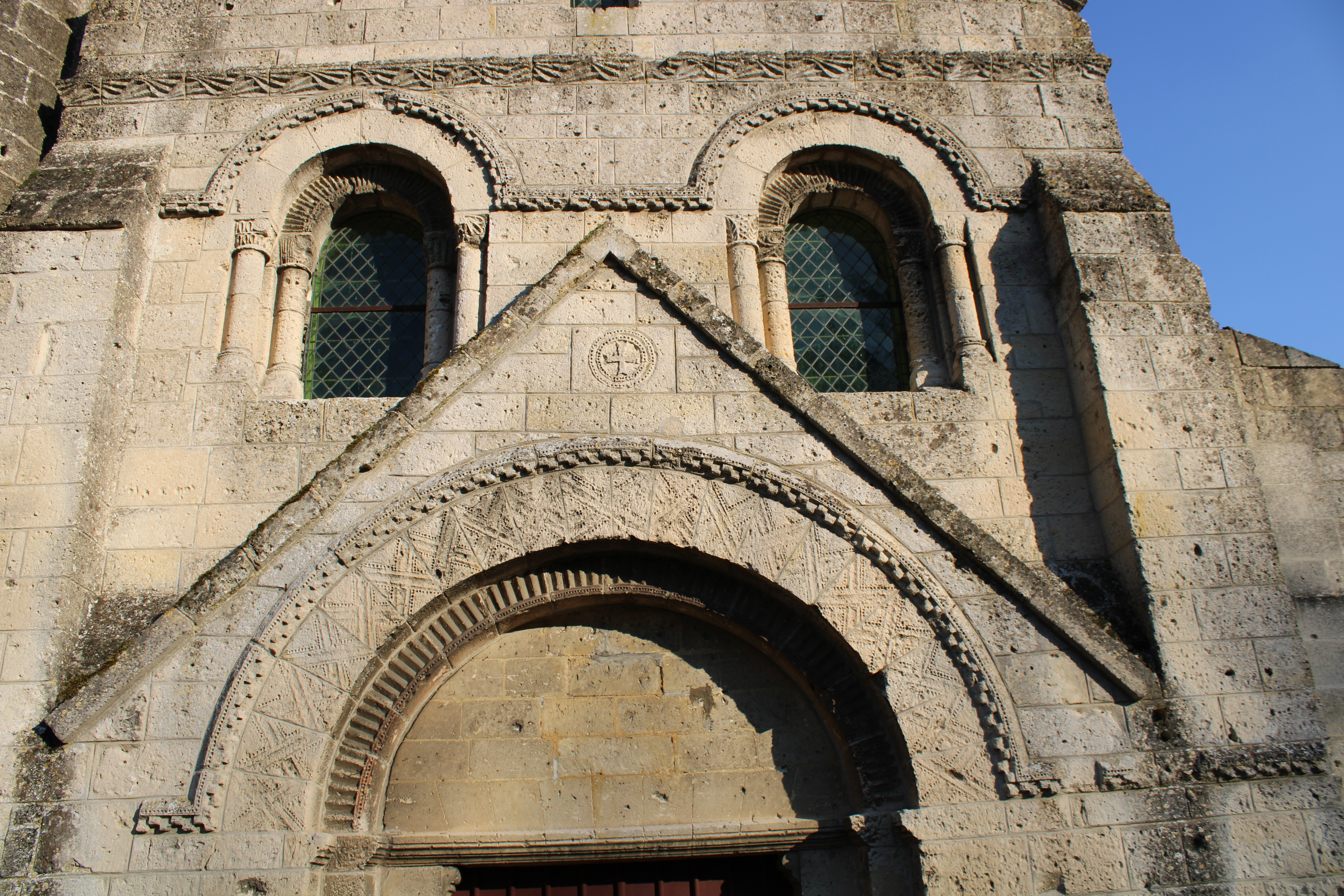
Détail du portail.